# صلاحية للملاحة

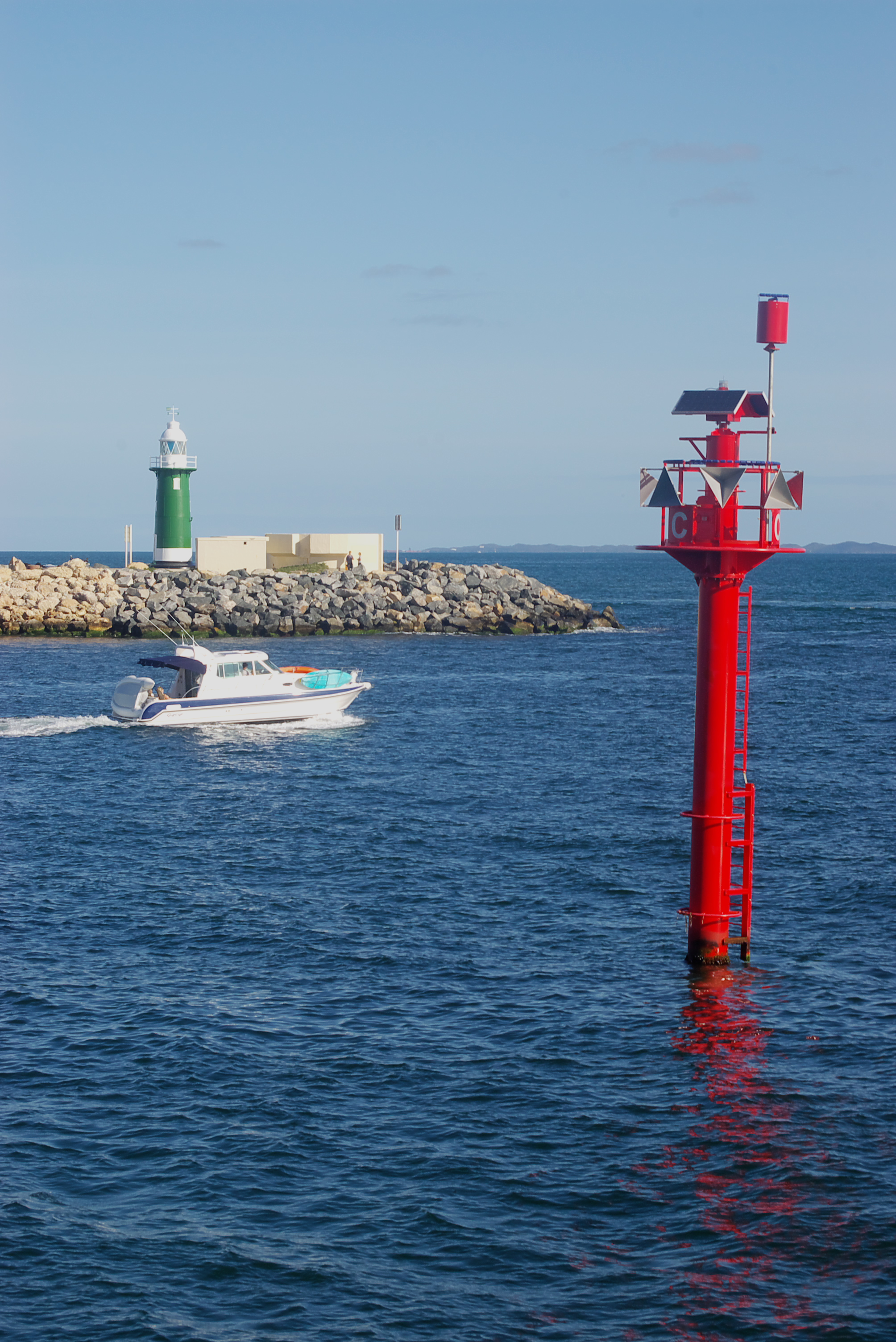
علامات الملاحة، مدخل ميناء فريمانتل ونهر سوان، أستراليا الغربية

يكون الجسم المائي، مثل النهر أو القناة أو البحيرة، قابلاً للملاحة إذا كان عميقًا وعريضًا وبطيئًا بما يكفي لتمرير السفينة. ويفضل أن يكون هناك بعض العوائق مثل الصخور أو الأشجار التي يجب تجنبها. يجب أن تزال الجسور بشكلٍ كافي. قد تجعل سرعة الماء العالية القناة غير قابلة للتنقل. قد تكون المياه غير قابلة للتنقل بسبب الجليد، خاصة في فصل الشتاء. يعتمد التنقل على بعض العوامل: قد يكون نهر صغير قابلاً للملاحة بواسطة مركبة صغيرة، مثل قارب بخاري أو قوارب الكاياك، ولكن لا يمكن التنقل فيه بواسطة سفينة سياحية. يمكن جعل الأنهار الضحلة صالحة للملاحة من خلال تركيب الأقفال التي تزيد من عمق المياه وتنظمه، أو عن طريق الحفر. 

## أنظمة نقل المياه الداخلية
تم استخدام أنظمة نقل المياه الداخلية (IWT) لعدة قرون في بلدان مثل الهند والصين ومصر وهولندا والولايات المتحدة وألمانيا وبنجلاديش. في هولندا، تتعامل هذه الأنظمة مع 46٪ من الشحن الداخلي للبلاد؛ 32٪ في بنغلاديش، 14٪ في الولايات المتحدة، و9٪ في الصين. 

## مزايا أنظمة نقل المياه الداخلية

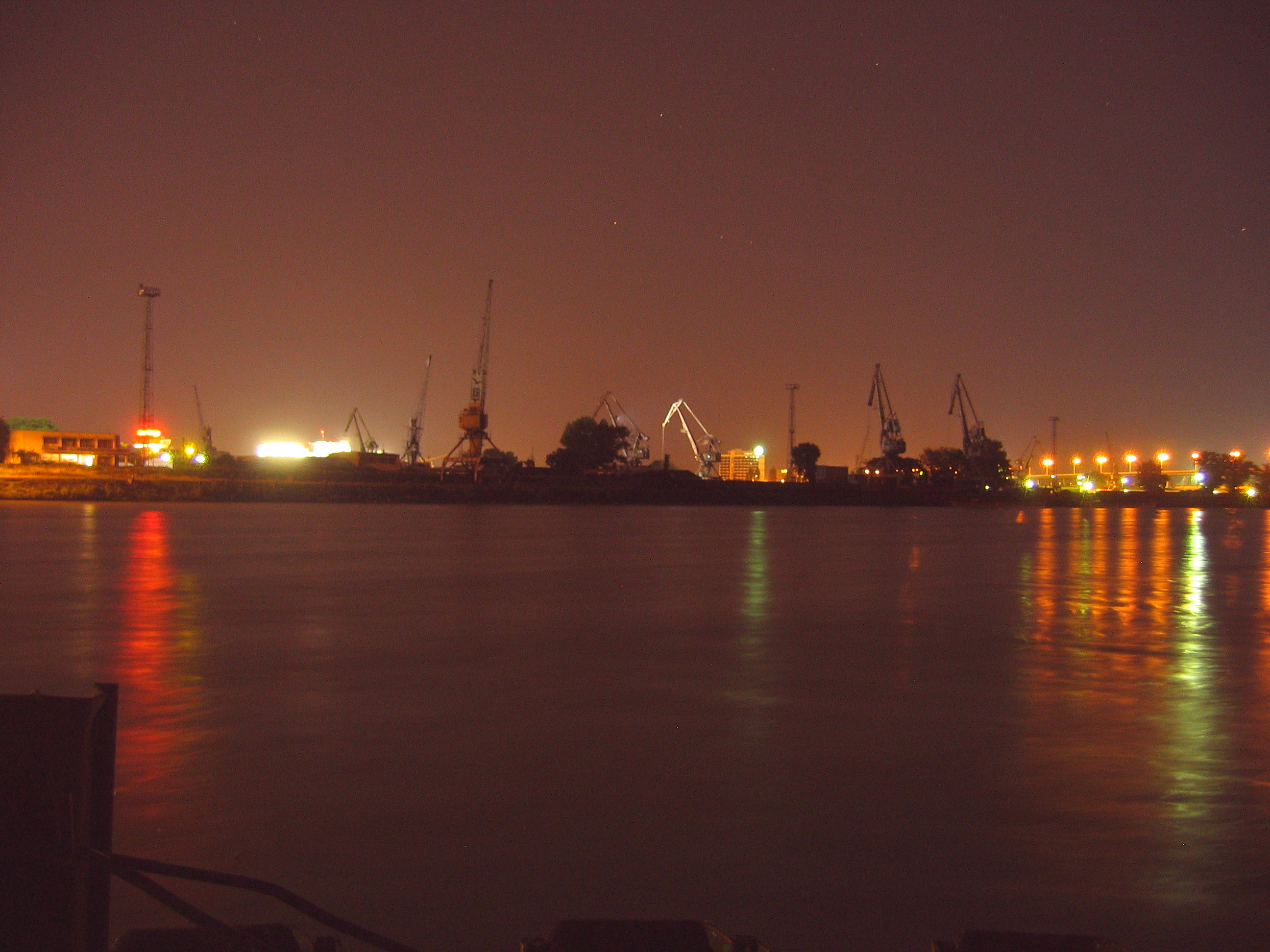
ميناء براتيسلافا (سلوفاكيا) ليلاً.

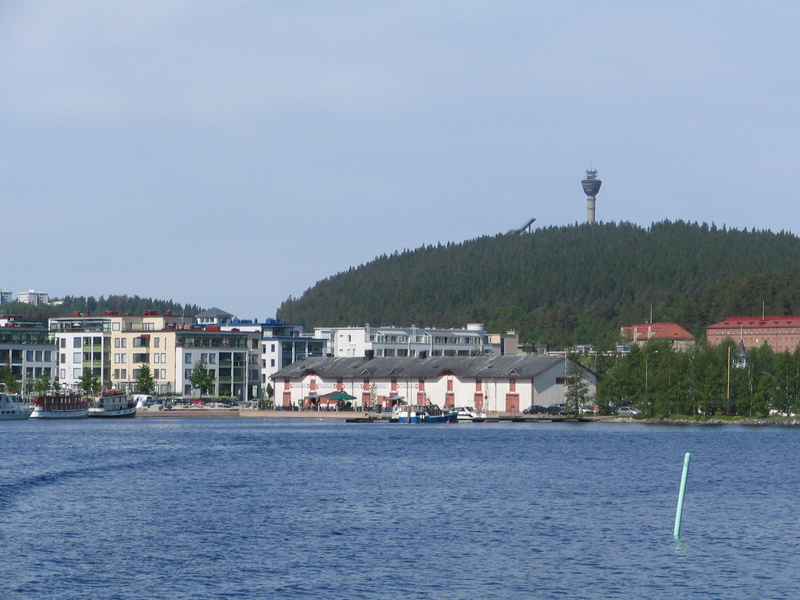
ميناء كووبيو على شاطئ بحيرة كالافيسي في فنلندا

توفر الممرات المائية مزايا هائلة كوسيلة نقل مقارنةً بوسائل النقل البرية والجوية. 
- تكلفة رأسمالية أرخص - قامت الطبيعة بالفعل بالأعمال الهندسية الأولية للبنية التحتية للنقل، وتكلفة تطوير مجرى مائي داخلي هي 5-10٪ من التكلفة لتطوير سكة حديد مكافئة أو طريق سريع مؤلف من أربعة حارات. هذا يختلف كثيرًا اعتمادًا على ما إذا كان الممر المائي قابلاً للملاحة بشكل طبيعي، وما إذا كانت هناك حاجة إلى منافذ فقط، أو ما إذا كانت هناك حاجة إلى قناة وأقفال.
- تكلفة صيانة أرخص - تبلغ تكلفة صيانة ممر مائي داخلي 20٪ فقط من تكلفة صيانة طريق معادل. وتشمل النفقات الرئيسية المرتبطة صيانة المجاري المائية الجرافات ومراقبة الأنواع الغازية.    [ بحاجة لمصدر ][ بحاجة لمصدر ]
- كفاءة أكبر في استهلاك الوقود (تكلفة نقل منخفضة) للشحنات الكبيرة - يقدر أن 1 لترًا من الوقود يمكن أن يتحرك بمقدار 105 طن كم عن طريق النقل المائي الداخلي. في حين أن نفس كمية الوقود يمكن أن تتحرك فقط 85 طن كم عن طريق السكك الحديدية و24 طن كم عن طريق البر.
- سهولة الاندماج مع النقل البحري - يمكن أن يتكامل النقل المائي الداخلي بسهولة مع النقل البحري، وبالتالي يقلل من التكلفة الإضافية اللازمة لتطوير البنية التحتية لواجهة النقل البري-البحري أو الجوي. كما أنه يقلل من الوقت المستغرق لنقل البضائع من وإلى سفن النقل البحري.
- السياحة - النقل المائي الداخلي لديه القدرة على لعب دور في تنمية السياحة ، وخاصة السياحة البيئية.
- السلامة - يعد النقل المائي الداخلي أقل خطورة مقارنة بوسائل النقل الأخرى، ويرجع ذلك أساسًا إلى انخفاض حركة المرور والسرعات البطيئة جدًا.

## عيوب أنظمة النقل المائي الداخلي
- قلة توافر المجاري المائية الداخلية - هناك العديد من المعايير ليكون الجسم المائي قابلاً للملاحة. من بين مجموع المسطحات المائية الداخلية المتاحة في العالم، يمكن أن تكون نسبة منخفضة للغاية منه قابلة للملاحة.
- سرعة منخفضة - النقل المائي ككل أبطأ بكثير من منافسيها على الطرق أو السكك الحديدية أو الجو.
- الطابع الموسمي للأنهار - في حالة الطقس السيء قد تتجمد أو تجف المجاري المائية. لذلك ، لن يكون من الممكن إجراء النقل على مدار العام.
- المرونة - الممرات المائية الداخلية أقل مرونة من الطرق الأخرى. يمكن أن يتم النقل فقط مع بعض النقاط الثابتة ، فالتخصيص أو الصب لمنفعة عامة غير ممكن.
- قابلية التنقل - إن تحويل الماء للري يقلل من تدفق النهر وتعطل الترسبات الأخرى بسهولة التنقل.
- مخاطر السلامة - تنطوي المخاطر التي تتعرض لها حياة الإنسان وصحته بشكل بارز على الغرق أو انخفاض درجة حرارة الجسم في المياه الباردة، في حالة سقوط راكب أو أحد أفراد الطاقم. دوار البحر هو قضية بسيطة نسبياً في المياه المضطربة. تشمل مخاطر الممتلكات أضرار المياه والصعوبة الأكبر في استعادة البضائع إذا غرقت السفينة .